# Metriacanthosaurider
Metriacanthosaurider (Metriacanthosauridae) var en familj av köttätande dinosaurier i överfamiljen Allosauroidea. De flesta släkten utgjordes av stora rovdjur, ibland upp till 10 meter långa. Metriacanthosaurider är carnosaurier, och många av släktena klassificerades ursprungligen inom familjerna Allosauridae eller Megalosauridae. En enorm tand troligen tillhörande en metriacanthosaurid upptäcktes i västra Kina år 2008.
Namnet "Sinraptoridae" används också ibland för familjen, men då namnet Metriacanthosauridae är äldre har det prioritet inom vetenskapliga namnregler och är därav mer brukligt att använda.

## Inre systematik
Familj Metriacanthosauridae
- Yangchuanosaurus
- Xuanhansaurus
- Underfamilj Metriacanthosaurinae
  - Metriacanthosaurus
  - Shidaisaurus
  - Siamotyrannus
  - Sinraptor